# Jean Marie Zambo
Jean Marie Zambo est un entraîneur camerounais de handball. Il est l'actuel entraîneur et sélectionneur de l'équipe du Cameroun de handball féminin, les « Lionnes du handball », avec laquelle il participe au championnat du monde 2017 en Allemagne.

## Palmarès

### En équipe nationale
- Médaille de bronze au championnat d'Afrique 2016
- 20e place au Championnat du monde 2017